# Македонские войны

Македония и эгейский мир ок. 200 года до н. э.

Македонские войны — серия войн между Римом и Македонией во время и после Второй Пунической войны. В результате Пунических и Македонских войн Рим добился гегемонии практически во всём средиземноморском бассейне.

## Первая Македонская война (215—205 до н. э.)
В течение Второй Пунической войны царь Македонии Филипп V заключил союз с Ганнибалом. Опасаясь возможного усиления Ганнибала македонскими войсками, Рим переправил войско через Адриатическое море, начав Первую Македонскую войну. Римские легионы (пополненные союзниками из Этолийского союза, Спарты, Мессении, Афин и Пергамского царства после 211 до н. э.) захватили незначительную территорию вдоль адриатического побережья. В этой войне цель римлян состояла не в захвате новых территорий, а в удерживании Македонии и греческих полисов от участия в Пунической войне на стороне Карфагена. Война закончилась в 205 до н. э. мирным соглашением. Этот небольшой конфликт открыл Риму дорогу к военной экспансии в Грецию.

## Вторая Македонская война (200—197 до н. э.)
В 201 году до н. э. послы Пергамского царства и Родоса доложили римскому сенату, что Филипп V Македонский и сирийский царь из династии Селевкидов Антиох III Великий заключили пакт о ненападении. Некоторые учёные считают, что этот пакт был  полностью сфабрикован Пергамом и Родосом, заинтересованными в ослаблении Македонии. Существовал этот пакт или нет, в любом случае Рим при поддержке греческих союзников начал Вторую Македонскую войну. Война, продолжавшаяся с переменным успехом, основательно истощила силы Македонии и закончилась решительной победой римлян в Битве при Киноскефалах в 197 году до н. э. При заключении Темпейского мирного договора Филипп V был вынужден отказаться от всех владений вне Македонии, выдать Риму весь флот, кроме 6-и кораблей, необходимых для борьбы с пиратами, сократить армию до 5 тысяч человек и не воевать с союзниками Рима. Греция была объявлена «свободной», но фактически оказалась под властью Рима.

## Третья Македонская война (171—168 до н. э.)
После смерти Филиппа (179 до н. э.) царём Македонии стал его сын Персей. Персей начал проводить агрессивную политику с целью восстановления македонского влияния. Когда македонская агрессия затронула союзников Рима, сенат начал Третью Македонскую войну. На первых порах эта война складывалась неудачно для римлян, но в 168 до н. э. римские легионы разгромили македонскую фалангу в Битве при Пидне. Позже Персей был схвачен, а Македония была разделена на четыре марионеточные республики. Жестокому наказанию подверглись все союзники Македонии в этой войне: поддержавший Персея Эпирский союз был распущен, а Эпир по приказу римского сената был разгромлен и совершенно опустошён, 150 тысяч его жителей были проданы римлянами в рабство. Господствовавшее в Эпире крупное племя молосцев было полностью порабощено и в результате исчезло со страниц истории. Эпиру потребовалось два века, чтобы оправиться от этого страшного удара.
В результате войны Македония как государство была уничтожена. На её бывшей территории римляне в буквальном смысле осуществили политику «разделяй и властвуй»: Македония была разделена на четыре области, напоминавшие республики или союзы городов по образцу греческих. Между ними римляне запретили всякие экономические, политические и даже семейные связи: заключать браки и приобретать недвижимое имущество можно было только внутри одной области. Этим «республикам» запрещено было иметь собственные военные силы. Только на севере сохранялся военный контингент с целью защиты от варваров. Также они были обложены данью в пользу Рима в размере половины налога, который они прежде платили царю. Такая же политика была проведена римлянами и в Иллирии, царь которой был союзником Персея. Все бывшие македонские царские чиновники были выселены в Италию и им за попытку вернуться на родину наказанием была установлена только смерть. 

## Четвёртая Македонская война (150—148 до н. э.)
Почти два десятилетия Греция жила в мире, пока в Македонии не началось восстание под предводительством Андриска, который объявил себя Филиппом — сыном царя Персея и сирийской принцессы Лаодики. Поддержанный Фракией, а также Византием и рядом других городов, Андриск (Лжефилипп) занял Македонию, привлёк на свою сторону большую часть населения страны, и вторгся в Фессалию. Римский легион, посланный на подавление восстания, был уничтожен. Рим послал против Андриска новое войско под командованием Квинта Цецилия Метелла, развязав, таким образом, Четвёртую Македонскую войну. Действуя скорее подкупом, чем силой, римляне разбили войска Андриска в 148 до н. э. Неудачей закончился также второй поход Андриска, а сам он захвачен в плен, проведён по Риму во время триумфа Квинта Цецилия Метелла и казнён. В 143 году до н. э. римляне также быстро подавили движение Лжефилиппа II.
С тех пор Рим не покидал этот регион, основав провинции Македония, Ахея и Эпир. В ответ оставшиеся свободными греческие полисы, входившие в Ахейский союз, восстали против римского присутствия. Войска Ахейского Союза в битве у Левкопетры на Истме были полностью разгромлены, сам Союз распущен, а в качестве наказания римляне разрушили до основания древний город Коринф в 146 до н. э. — в год разрушения Карфагена.
Поражение Македонии в войнах с Римом объясняется не столько большей боеспособностью римских легионов по сравнению с неповоротливой фалангой и чисто военным превосходством римской армии над македонской в целом, сколько системным кризисом рабовладельческой экономики Македонии. Значительно обезлюдевшая в результате оттока населения на восток во время греко-македонского завоевания Азии, а также войн диадохов, вторжений кельтов и непрерывных войн, Македония мало что могла противопоставить Риму. Поражению на поле боя предшествовало также дипломатическое поражение в запутанной политике Балкан и Восточного Средиземноморья. Ослабевшая Македония уже не могла быть той силой, которая могла бы защитить интересы господствующего класса на фоне нарастающей социальной борьбы, и поэтому взоры рабовладельцев как городов Греции и Малой Азии, так и даже в самой Македонии обращаются к новой силе — Риму. Со всех сторон окружённая врагами, изнурённая войнами и истощённая Македония потерпела закономерное поражение.

Македонские войны закончились вместе с утратой Грецией независимости.

## Сражения
- 209 до н. э. — Первая битва при Ламии
- 209 до н. э. — Вторая битва при Ламии
- 197 до н. э. — Битва при Киноскефалах
- 171 до н. э. — Битва при Каллинике
- 168 до н. э. — Битва при Пидне
- 148 до н. э. — Битва при Пидне